# Impostor Factory
Impostor Factory est un jeu vidéo d'aventure graphique développé et édité par Freebird Games. Il est sorti en 2021 sur Windows, OS X et Linux. Il s'agit de la suite de Finding Paradise.

## Commercialisation
Le jeu est dévoilé en mars 2019. En novembre de la même année, une bande-annonce du jeu est publiée avec une date de sortie pour 2020,. Finalement, le jeu sort le 30 septembre 2021 sur Windows, OS X et Linux.